# Сили, Лес
Ле́сли Дже́ссе Си́ли (англ. Leslie Jesse Sealie; 29 сентября 1957 — 19 августа 2001), более известный как Лес Сили (англ. Les Sealie) — английский футбольный вратарь. Выступал за многие английские клубы, включая «Ковентри Сити», «Лутон Таун», «Манчестер Юнайтед», «Астон Виллу» и «Вест Хэм Юнайтед».

## Карьера
Лес Сили перешёл в «Ковентри Сити» в 1976 году, а его дебют за команду состоялся 11 апреля 1977 года в матче против «Куинз Парк Рейнджерс», который завершился вничью 1:1. Он провёл за «Ковентри» следующие пять сезонов, а в 1983 году перешёл в «Лутон Таун». Большую часть времени он играл в основе клуба, но пропустил триумф «Лутона» в Кубке Футбольной лиги 1988 года из-за травмы. Год спустя «Лутон» вновь вышел в финал Кубка Лиги, и на этот раз Сили был в воротах, хотя провёл неудачный матч. В итоге «Лутон» проиграл «Ноттингему» со счётом 3:1, а Сили после этой игры потерял своё место в основе.
В декабре 1989 года Сили отправился в аренду в «Манчестер Юнайтед», сыграв два матча в последних турах чемпионата. Он занял место в воротах на переигровку финала Кубка Англии 1990 года против «Кристал Пэлас» (несмотря даже на то, что «Юнайтед» подписал его после закрытия трансферного окна), так как основной вратарь «Юнайтед» Джим Лейтон сыграл неуверенно в первом финальном матче. Сили сделал ряд отличных сейвов и помог «красным дьяволам» одержать победу со счётом 1:0. Впоследствии он передал свою медаль обладателя Кубка Англии Джиму Лейтону, который играл на протяжении всего турнира, но в итоге Футбольная ассоциация решила вручить медали обоим: и Лейтону, и Сили.
«Юнайтед» подписал контракт с Сили на постоянной основе, и в сезоне 1990/91 он был основным вратарём клуба. Он помог «Юнайтед» выиграть Кубок обладателей кубков, обыграв в финальном матче 1991 года испанскую «Барселону». После этого триумфа Сили стал любимцем болельщиков «Юнайтед», которые устроили ему овацию по возвращении команды на «Олд Траффорд». Руководство клуба предложило ему лишь однолетний контракт, который он отклонил и перешёл в «Астон Виллу». В первой половине сезона 1991/92 Сили был основным вратарём «Виллы», но затем уступил своё место в воротах Найджелу Спинку и больше не выходил в основном составе.
В начале сезона 1992/93 Сили провёл несколько матчей за «Бирмингем Сити» на правах аренды. Затем он вернулся в «Манчестер Юнайтед» в качестве свободного агента, но был в клубе лишь в качестве замены для основного вратаря Петера Шмейхеля.
По завершении сезона 1993/94 Сили в качестве свободного агента перешёл в «Блэкпул», но через шесть месяцев покинул этот клуб и вернулся в Премьер-лигу, подписав контракт с «Вест Хэм Юнайтед».
Из-за эпидемии травм в «Вест Хэме» Сили дебютировал за «молотков» в качестве полевого игрока, выйдя на атакующую позицию в матче против «Арсенала». Все полтора года, проведённых в «Вест Хэме», Лес Сили оставался лишь запасным вратарём.
В 1996 году Сили перешёл в клуб Третьего дивизиона «Лейтон Ориент», и был их основным вратарём в первой половине сезона 1996/97.
В декабре 1996 года «Лейтон Ориент» и «Вест Хэм» обменялись вратарями: к «молоткам» вернулся 39-летний Сили, а в обратном направлении ушёл 47-летний Питер Шилтон. Лес Сили сыграл свой последний матч в последнем туре сезона 1996/97 против «Манчестер Юнайтед» на «Олд Траффорд», выйдя на замену Людеку Миклошко, основному вратарю «Вест Хэма».
По завершении сезона 1997/98 Сили отправился в аренду в клуб «Бери», но не сыграл ни одного матча за основной состав. По возвращении в «Вест Хэм» он был назначен тренером вратарей, хотя в сезоне 1999/2000 все ещё считался игроком.
До момента своей смерти от сердечного приступа 19 августа 2001 года Сили работал тренером вратарей в «Вест Хэме». В клубе также играл его сын, Джо.

## Достижения
- Обладатель Кубка Англии: 1990
- Победитель Кубка обладателей кубков: 1991
- Финалист Кубка Футбольной лиги: 1989, 1991, 1994
- Обладатель Суперкубка Англии: 1990, 1993